# Festival de Las Condes 2024
La séptima versión del Festival de Las Condes, también llamado Festival de Las Condes 2024 fue un evento musical que se llevó a cabo entre los días 26 y 27 de enero de 2024 en el Parque Padre Hurtado de Las Condes, Santiago de Chile, Región Metropolitana, Chile. El evento se transmitió por TVN, siendo la primera vez que la cadena nacional emite el festival tras seis años consecutivos siendo transmitido por Canal 13. Además, fue presentado por Ivette Vergara y Gonzalo Fouillioux.
La parrilla completa de artistas fue anunciada el 22 de enero de 2024, con las entradas para el festival estando disponibles para el público a partir del mismo día.

## Artistas

### Música[3]
- Carlos Vives
- Noche de Brujas
- () Bacilos
- Axé Bahía

### Humor
- Gaby del Río
- Ezequiel Campa

## Programación

### Día 1 (viernes, 26 de enero)
| Artista         | Ref.  |
| --------------- | ----- |
| Carlos Vives    | [ 4 ] |
| Gaby del Río    | [ 4 ] |
| Noche de Brujas | [ 4 ] |

### Día 2 (sábado, 27 de enero)
| Artista        | Ref.  |
| -------------- | ----- |
| Bacilos        | [ 5 ] |
| Ezequiel Campa | [ 5 ] |
| Axé Bahía      | [ 5 ] |

## Audiencias
| Noche | Día     | Fecha               | Horario       | Índice de audiencia | Puesto diario |
| ----- | ------- | ------------------- | ------------- | ------------------- | ------------- |
| 1     | Viernes | 26 de enero de 2024 | 22:01 - 02:39 | 9,5                 | Cuarto        |
| 2     | Sábado  | 27 de enero de 2024 | 22:00 - 01:42 | 9,2                 | Primero       |